# Loojärvi
Loojärvi est un lac situé dans le quartier d'Espoonkartano à Espoo en Finlande.

## Géographie
Le Loojärvi est un lac sans île situé dans le bassin versant de la rivière Mankinjoki, à la frontière ouest d'Espoo, à environ 25 kilomètres au nord-ouest du centre-ville  d'Helsinki. La partie orientale du lac fait partie du quartier d'Espoonkartano, tandis que les parties nord et ouest font partie de Kirkkonummi.
Loojärvi est entouré d'un ancien paysage culturel avec de grands champs ouverts; sur la rive sud-est du lac se trouve, entre autres, le manoir d'Urberga.
Le volume du lac est d'environ 2,4 millions de mètres cubes.
Du côté ouest du lac Loojärvi passe la route Lapinkyläntie, ou yhdystie 1130.